# 馬驤 (建文進士)
馬驤（1372年—？），字致遠，河南開封府許州郾城縣人，民籍，明朝政治人物。進士出身。

## 生平
縣學生，河南鄉試第十九名。建文二年（1400年）庚辰科會試第五十六名，殿試登進士三甲。

## 家族
曾祖父馬鵬飛、祖父馬成甫，父亲馬大存。